# بلوز سنت لوئیس (ترانه)
«بلوز سنت لوئیس» (به انگلیسی: Saint Louis Blues) یک ترانهٔ بلوز عامه‌پسند آمریکایی ساختهٔ دبلیو. سی. هندی است که در سپتامبر ۱۹۱۴ منتشر شد. این یکی از اولین ترانه‌های بلوز بود که به عنوان یک قطعهٔ پاپ با اقبال مواجه شد و همچنان یکی از آثار کلیدی و محبوب نوازندگان جَز برای اجراست. لویی آرمسترانگ، بینگ کرازبی، بسی اسمیت، کاونت بیسی، گلن میلر، گای لومباردو و ارکستر بوستون پاپس (به رهبری آرتور فیدلر و کیت لاکهارت) از جمله هنرمندانی هستند که «بلوز سنت لوئیس» را ضبط کرده‌اند. از این قطعه به‌عنوان «هملت موسیقی‌دانان جَز» یاد می‌شود.
نسخهٔ سال ۱۹۲۵ «بلوز سنت لوئیس» که خواننده‌اش بسی اسمیت است و لویی آرمسترانگ کُرنِت آن را نواخته، در سال ۱۹۹۳ به تالار مشاهیر گرمی راه پیدا کرد. نسخهٔ ۱۹۲۹ لویی آرمسترانگ و ارکسترش (با همراهی رد آلن) در سال ۲۰۰۸ در آن تالار ثبت شد.